# Bataille de Mérida
Guerre d'Espagne
La bataille de Mérida est un des premiers combats de la guerre d'Espagne, qui a opposé les forces nationalistes aux troupes républicaines. Il s'est déroulée dans la ville estrémègne de Mérida entre les 10 et 11 août 1936, lorsque les miliciens républicains essayèrent par deux fois d'arrêter l'armée d'Afrique.
Les nationalistes finirent par expulser les républicains de la ville le 10 août et s'en assurèrent définitivement le contrôle le jour suivant. Cette bataille permit au général Juan Yagüe de forcer la reddition et la prise de la ville de Badajoz quelques jours plus tard, parachevant la communication entre les zones nationalistes nord et sud.

## Contexte
L'armée rebelle, sous le commandement du colonel Carlos Asensio, reçut à Séville l'aide allemande et italienne, avant de diriger ses forces vers le nord, dès le 2 août, grâce aux camions fournis par le général Queipo de Llano. Le commandant Antonio Castejón les suivit avec une deuxième colonne dès le lendemain. Asensio se dirigea vers le nord, battant les milices républicaines qui venaient à sa rencontre le 6 août. Le jour suivant, l'armée d'Afrique expulsa les milices républicaines de la ville d'Almendralejo, après une sanglante résistance, qui saigna les deux armées. Les républicains se replièrent alors vers le nord à Mérida, tandis que les nationalistes stoppaient afin de laisser les troupes de Castejón les rejoindre.

## Combats

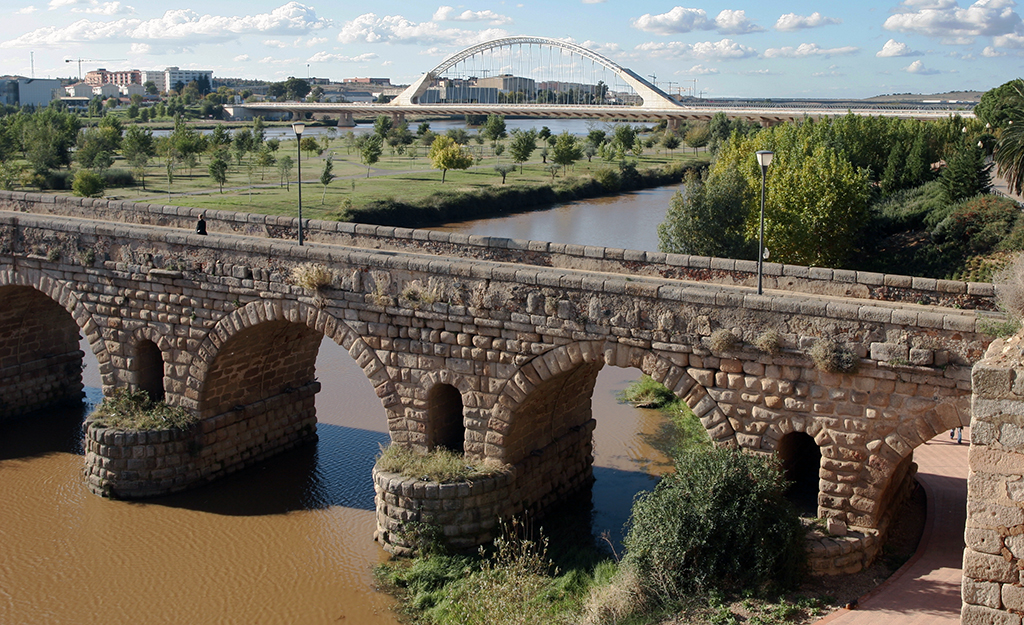
Pont romain de Mérida.

Les milices républicaines construisirent des tranchées et s'y enterrèrent le long du fleuve Guadiana, plusieurs kilomètres au sud de Mérida le 10 août.
Asensio les attaqua violemment, avec la IVe et la Ve banderas et le IIe tabor de la légion étrangère. Il commença par faire lourdement bombarder la ville par l'aviation et l'artillerie. Il lança ensuite ses troupes dans trois directions différentes :
- la IVe bandera au sud, pour traverser la Guadiana, après avoir pris les villages d'Alange et de Zafra ;
- la Ve bandera, pour traverser le pont romain ;
- le IIe tabor à l'est.

La IVe bandera échoua à traverser la rivière et se replia à Almendralejo. En revanche, la Ve bandera et le IIe tabor rompirent le front au niveau du pont, en prirent le contrôle et entrèrent dans la ville dont il s'emparèrent aussitôt. Le commandant Luis Alarcón de la Lastra  désamorça les charges explosives placées sur le pont romain de la ville, et dont l'explosion devait retarder l'avancée nationaliste. Les milices battirent retraite afin de ne pas se laisser encercler.

## Conséquences
Yagüe, accompagné d'Asensio et de Castejón, dirigea ensuite ses troupes vers l'ouest afin d'atteindre Badajoz. Il laissa à Mérida simplement un détachement placé sous les ordres du lieutenant-colonel Heli Rolando de Tella. Le 11 août, les milices républicaines, renforcées par des gardes civils et des gardes d'assaut venus de Madrid attaquèrent la ville, mais furent repoussés.